# Карате-Урио
Карате-Урио (итал. Carate Urio) — коммуна в Италии, находится в регионе Ломбардия, в провинции Комо.
Занимает площадь 6 км². Население составляет 1208 человек (2008), плотность населения составляет 201 чел./км². Почтовый индекс — 22010. Телефонный код — 031.
Покровителями коммуны почитаются святые апостолы Иаков и Филипп, празднование 3 мая.

## Демография
Динамика населения:

## Администрация коммуны
- Официальный сайт: